# Laurenburg
Laurenburg település Németországban, Rajna-vidék-Pfalz tartományban. Lakosainak száma 278 fő (2023. december 31.).

## Népesség
A település népességének változása:
| Lakosok száma | 346  | 323  | 321  | 300  | 292  | 278  |
|               | 1975 | 2017 | 2019 | 2021 | 2022 | 2023 |